# قرقف أبيض الحواجب
القرقف أبيض الحواجب (باللاتينية: Poecile superciliosus) هو نوع من الطيور ينتمي لفصيلة القرقف. وهو يستوطن جبال الغابات لوسط الصين والتبت. يبلغ طوله بين 13.5-14 سم ويبلغ وزنه بين 10-12 غرام. يكون نمط ريشه شبيه جداً بقرقف الجبال الذي يستوطن الجبال الغربية في أمريكا الشمالية (والذي قد تم اعتباره في بعض الأحيان كنويع، بالرغم من كونه في قارة أخرى).
ويتكاثر في شجيرات غابات الجبال العالية، في ارتفاعات تصل إلى 3,200-4,235 متر، وينخفض في فصل الشتاء لمستويات أقل (في الغابات الصنوبرية، بوجه الخصوص في شجرة التنوب)، وتبني أعشاشها على الأرض على الشقوق الصخرية، أو في شقوق القوارض القديمة.